# Гильбоа (хребет)
Гильбоа (ивр. הר הגלבוע‎) — горный хребет в Изреельской долине в Израиле. Хребет простирается с востока на запад и расположен к западу от реки Иордан. Название упоминается в Ветхом Завете, русский вариант — Гелвуй.
Горный кряж длиной 17 километров и высотой 550 метров над уровнем моря является самой северо-восточной частью Самарии и южной границей Изреэльской долины. Здесь сходились границы трёх колен — Иссахара, Звулуна и Менаше. Гора связана с именем царя Саула (Шауля), который воевал и погиб здесь вместе со своими сыновьями, в том числе Ионатаном, другом Давида, будущего царя Израиля. Тела погибших были выставлены филистимлянами на городских стенах Бейт Шеана. Все окрестные еврейские поселения названы именами детей царя Саула, например, киббуц Мерав. Здесь же проповедовала пророчица Дебора (Двора) и вдохновляла на ратный подвиг полководца Варака (Барака).
Ранней весной на горе цветёт фиолетовый Ирис гильбоа (лат. Iris haynei).
На восточном склоне горы расположена ГАЭС Маале Гильбоа.